# Yamato - L'ultima battaglia
Yamato - L'ultima battaglia (宇宙戦艦ヤマト・完結編?, Uchuu Senkan Yamato Kanketsu Hen, lit. "Corazzata spaziale Yamato: Saga finale"). è un film d'animazione del 1983 diretto da Leiji Matsumoto, Tomoharu Katsumata, Toshio Masuda e Yoshinobu Nishizaki.
Si tratta del quarto film cinematografico ispirato alla serie manga ed anime Star Blazers.

## Trama
L'avvicinarsi del pianeta acquatico Aquarius minaccia la Terra, che rischia di essere inondato e distrutto. Non si tratta però di una casualità: Aquarius è entrato in rotta di collisione con la Terra per via delle macchinazioni dei Dinguil, una malvagia razza aliena che ha perso la propria madre patria nello stesso modo. Per l'ennesima volta, l'unica speranza per la Terra è rappresentata dalla corazzata spaziale Yamato che dovrà deviare la rotta di Aquarius e scongiurare la collisione con la Terra.
La versione integrale del film termina con il matrimonio di Kodai con la sua innamorata storica Yuki, e la conseguente "consumazione" del matrimonio.

## Colonna sonora
Sigle finale
- Uchuu Senkan Yamato '83 cantata da Isao Sasaki